# 2020年オーストラリアグランプリ
2020年オーストラリアグランプリ (2020 Australian Grand Prix) は、2020年のF1世界選手権の開幕戦として、2020年3月15日にアルバート・パーク・サーキットで開催される予定であったが、マクラーレンのスタッフ1名が2019新型コロナウイルス(COVID-19)に感染したことをきっかけに中止する形となった。
正式名称は「Formula 1 Rolex Australian Grand Prix 2020」。

## レース前
タイヤ
本レースでピレリが持ち込むドライタイヤのコンパウンドは、ハード（ホワイト）がC2、ミディアム（イエロー）がC3、ソフト（レッド）がC4。

## エントリー
前年からのドライバー変更
ルノーはニコ・ヒュルケンベルグに代わりエステバン・オコンが2018年以来2年ぶりのF1復帰、ウィリアムズはロバート・クビサに代わり新人ニコラス・ラティフィを起用した。
チーム名変更
スクーデリア・トロ・ロッソがスクーデリア・アルファタウリに名称を変更した。

## 中止に至る経緯
2019新型コロナウイルス(COVID-19)の感染拡大による影響により、第4戦として4月19日に決勝を迎える予定であった中国GPの開催延期が2月12日に発表された。3月8日には本レースの翌週に開催予定であったバーレーンGPがF1史上初の無観客レースとして開催されることが決まった。ヨーロッパでは特にフェラーリ、アルファタウリ、そしてピレリが拠点を持つイタリアで感染者が急増していたが、フェラーリ陣営は出国する手続きが認められたこともあり、少なくとも各陣営現地入りすることが可能であったため、主催者は予定通りレースを開催する考えであった。
レース開催による感染拡大を防ぐため、水曜日恒例のイベントであるドライバーのサイン会を中止し、ファンがドライバーと接する機会を排除した。木曜日（3月12日）の午前中にチームとF1首脳陣の間で新型コロナウイルスに感染する可能性を最小限にするための対策が話し合われ、全てのテレビメディアスクラムを取りやめた。一方で木曜のドライバー参加のFIA記者会見の際には、「Cash is King（現金は王様）」という皮肉が飛び出し、開催について不安は募る一方であった。
しかし、搬入日である水曜日（3月11日）にマクラーレンのスタッフ1名が体調を崩し、検査の結果新型コロナウイルスに感染していたことが翌日判明したため、マクラーレンは本レースから撤退した。これを受け、F1とFIAおよび各チームで会合が行われ、翌日（3月13日）の朝9時にレースの中止が正式発表された。ちなみにグランプリ中止という意味では2011年バーレーンGPが直近となるが、この時とは状況が異なっている。そのため、グランプリが進行している最中に中止が宣言されたのは1985年ベルギーGP以来となる。ただし、この時は金曜フリー走行実施の段階で舗装された路面が剥がれるトラブルが多発し、走れるコンディションではないというドライバーの抗議もあり中止となったのに対し、今回のようにチームが現地入りしたにもかかわらず、金曜フリー走行開始前に中止となったのは史上初となる。

## 中止決定後
本レースの中止が決まった13日の夜、F1とFIAはバーレーンGPとベトナムGPの開催延期を発表した。その後、それ以降のグランプリも中止や延期が相次いで発表されたが、いくつかのレースは完全に中止になった訳ではない。
マクラーレンのスタッフが感染した後、そのスタッフと濃厚接触していた14名のスタッフも予防措置のため2週間の隔離措置を受けることになった。アンドレアス・ザイドル代表は隔離されたスタッフのサポートのためメルボルンに残った。他のスタッフは順次イギリスに帰国したが、予防措置のためマクラーレン・テクノロジー・センターには出社せず、2週間自宅待機させた。感染したマクラーレンのスタッフはその後回復に向かったものの、ピレリのスタッフ1名も新型コロナウイルスに感染したことが判明した。